# (3913) Chemin
(3913) Chemin es un asteroide perteneciente al cinturón de asteroides, descubierto el 2 de diciembre de 1986 por Centre de Recherches en Géodynamique et Astrométrie desde el Sitio de Observación de Calern, Caussols, Francia.

## Designación y nombre
Designado provisionalmente como 1986 XO2. Fue nombrado Chemin en honor a la pareja de astrónomos "Henrietta" y Robert Chemin.